# Gornenți
Gornenți – wieś w Rumunii, w okręgu Mehedinți, w gminie Podeni. W 2011 roku liczyła 174 mieszkańców.